# Vuelo 268 de British Airways
El vuelo 268 de British Airways era un vuelo regular de Los Ángeles a Londres Heathrow. El 20 de febrero de 2005, el motor más interno a la izquierda emitió llamas, provocadas por una pérdida del compresor del motor casi inmediatamente después del despegue. El Boeing 747-400 continuó sobrevolando Estados Unidos, Canadá y el Océano Atlántico con sus tres motores restantes. Posteriormente, el vuelo realizó un aterrizaje de emergencia en el Aeropuerto de Mánchester, alegando falta de combustible para llegar a Londres Heathrow.

## Incidente
El vuelo despegó alrededor de las 9:24 p. m. del 20 de febrero de 2005. Cuando el avión, un Boeing 747-436 de cuatro motores, se encontraba a unos 300 pies (91 m) de altura, el motor número 2 se incendió debido a una sobrecarga del motor. Los pilotos apagaron el motor. El control del tráfico aéreo esperaba que el avión regresara al aeropuerto y canceló su plan de vuelo. Sin embargo, tras consultar con el despachador de la aerolínea, los pilotos decidieron continuar el vuelo "y llegar lo más lejos posible" en lugar de descargar 70 toneladas de combustible y aterrizar. El 747 está certificado para volar con tres motores. Tras llegar a la Costa Este, se determinó que el avión podía continuar con seguridad. El viaje transatlántico se encontró con condiciones menos favorables de lo previsto. Al llegar al Reino Unido, considerando que no había suficiente combustible utilizable para llegar a su destino, el capitán declaró una emergencia y aterrizó en el Aeropuerto de Mánchester.

## Controversia
Se desató una controversia de seguridad; la Administración Federal de Aviación (FAA) acusó a la aerolínea de volar un avión "no apto para volar" a través del Océano Atlántico. La FAA propuso multar a la aerolínea, British Airways (BA), con 25.000 dólares. BA presentó una apelación alegando que volaban conforme a las normas de la Autoridad de Aviación Civil del Reino Unido (CAA), derivadas de las normas de la Organización de Aviación Civil Internacional (OACI).Al final, la FAA le dijo a BA que abandonaría el caso basándose en garantías de que los cambios en la aerolínea "impedirían el tipo de operación extendida que fue objeto de esta acción de cumplimiento".BA afirmó que no había cambiado sus procedimientos y, según Flight International, la FAA afirmó que "reconocerá la determinación de la CAA de que el avión no estaba en condiciones de volar".

## Investigación
El informe de la investigación recomendó que British Airways revisara la capacitación de sus tripulaciones en los procedimientos de manejo de combustible de operación de tres motores.
Durante la investigación, la Rama de Investigación de Accidentes Aéreos de British Airways descubrió que una de las ocho pistas de la cinta del registrador de datos de vuelo se había borrado durante el vuelo como resultado de un cortocircuito en la unidad, lo que provocó la pérdida de más de tres horas de datos. Recomendó que la FAA requiriera que Honeywell, el fabricante del registrador de datos de vuelo, incluyera una inspección visual de la placa de circuito impreso durante el mantenimiento de rutina del FDR.

## Consecuencias
El avión involucrado en el incidente, matriculado como G-BNLG, finalmente fue reparado y permaneció en servicio hasta diciembre de 2014.
British Airways todavía usa el número de vuelo 268 para vuelos de Los Ángeles a Londres. Los Boeing 747-400 continuaron volando la ruta hasta que los Airbus A380 los reemplazaron más tarde en 2013.